# Тамара (Албанија)
Тамара (алб. Tamarë) је насељено место у општини Велика Малесија у округу Скадар, Албанија. Према попису из 1989. године било је 606 становника.
Тамара су једно од насеља малисорског племена Клименти и његовог рода Никчи.